# نیو لمبتن، نیو ساوت ولز
نیو لمبتن (به انگلیسی: New Lambton) یک حومه شهر در استرالیا است که در نیو ساوت ولز واقع شده‌است.